# Portillo de Soria
Portillo de Soria – gmina w Hiszpanii, w prowincji Soria, w Kastylii i León, o powierzchni 12,94 km². W 2011 roku gmina liczyła 17 mieszkańców.